# Brownea gladisrojasiae
Brownea gladisrojasiae är en ärtväxtart som beskrevs av D.Velasquez och Agostini. Brownea gladisrojasiae ingår i släktet Brownea och familjen ärtväxter. Inga underarter finns listade i Catalogue of Life.